# Prasanthus suecicus
Prasanthus suecicus là một loài Rêu trong họ Gymnomitriaceae. Loài này được Lindb. mô tả khoa học đầu tiên năm 1889.